# Chevrolet Lacetti
Chevrolet Lacetti neboli Daewoo Lacetii a na mnoha trzích také Chevrolet Optra je automobil vyráběný jihokorejskou automobilkou Daewoo.
Vůz se vyrábí od roku 2002. Do konce roku 2004 se jmenoval Daewoo Lacetti, pak byl přejmenován na Chevrolet Lacetti. Na mnoha místech se pod názvem Lacetti prodával jen hatchback, někde i sedan a kombi, které se jinak jmenovaly Nubira.
7. května 2006 se Lacetti stalo autem za výhodnou cenu v pořadu Top Gear.

## Motory
- 1,4 L E-TEC II – 69 kW (93 koní) při 6 300 ot. / min
- 1,6 L E-TEC II – 80 kW (108 koní) při 5 800 ot. / min
- 1,8 L E-TEC II – 90 kW (120 koní) při 5 800 ot. / min
- 2,0 L E-TEC II – 101 kW (132 koní) při 5 800 ot. / min

## Názvy
| Místo                             | Jméno             |
| --------------------------------- | ----------------- |
| Evropa                            | Chevrolet Lacetti |
| Čína                              | Buick Excelle HRV |
| Kanada, Afrika, Jihovýchodní Asie | Chevrolet Optra   |
| Indie                             | Chevrolet SRV     |
| Jižní Korea                       | Daewoo Lacetti    |
| Austrálie                         | Holden Viva Hatch |
| USA                               | Suzuki Reno       |
| USA                               | Suzuki Forenza    |